# MacKenzie Mauzy
MacKenzie Mauzy, all'anagrafe MacKenzie Grace Mauzy (Greensboro, 14 ottobre 1988), è un'attrice e modella statunitense, nota per aver interpretato il ruolo di Phoebe Forrester nella soap Beautiful (The Bold and the Beautiful) e per quello di Raperonzolo nel musical Disney Into the Woods.

## Biografia
MacKenzie Mauzy è nata il 14 ottobre 1988 a Greensboro, nella Carolina del Nord (Stati Uniti d'America), è cresciuta a Lancaster, in Pennsylvania; ha una sorella, Courtney, e un fratello, Shelton.

## Carriera
Mackenzie Mauzy ha fatto il suo esordio come attrice giovanissima, nel 1998, con il musical Annie. Nel 2002 e nel 2003 ha interpretato il suo primo ruolo televisivo, quello di Lizzie Spauding nella storica soap opera Sentieri (Guiding Light).
Nel 2006 dopo aver recitato in una puntata di CSI: NY ha trovato un ruolo fisso, venendo scelta da Bradley Bell per interpretare il ruolo di Phoebe Forrester, una delle due gemelle Forrester, figlie di Ridge (interpretato da Ronn Moss) e Taylor (interpretata da Hunter Tylo) nella soap della CBS Beautiful (The Bold and the Beautiful), e dove è rimasta fino alla morte del suo personaggio avvenuta nel 2009. Nello stesso anno ha interpretato a Broadway il musical premio Pulitzer Next to Normal.
Successivamente ha interpretato ruoli come guest star in molte serie televisive, come nel 2009 in Law & Order - I due volti della giustizia (Law & Order), nel 2010 in CSI - Scena del crimine (CSI: Crime Scene Investigation) e in Drop Dead Diva e nel 2012 in NCIS: Los Angeles e in Bones.
Nel 2013 è stata scelta da Rob Marshall per interpretare il ruolo di Raperonzolo nel film della Disney Into the Woods, uscito il 24 dicembre 2014. Il film, diviso in capitoli tratti dalle più celebri fiabe, vede tra i protagonisti il triplice premio Oscar Meryl Streep e Johnny Depp.
Nel 2014 ha ottenuto un ruolo ricorrente nel dramma televisivo della ABC Forever, in cui ha interpretato il ruolo di Abigail, la defunta moglie del personaggio Henry Morgan (interpretato da Ioan Gruffudd). Nel 2016 è stata scelta per interpretare il ruolo di Linda Kasabian nel film televisivo Manson's Lost Girls, insieme a Jeff Ward, Eden Brolin e Greer Grammer.

## Vita privata
Il 9 giugno 2012 Mackenzie Mauzy ha sposato John Arthur Greene, collega attore teatrale ed ex concorrente di American Idol. La coppia ha divorziato nel 2015.
Il 1º ottobre 2022 Mackenzie ha sposato Scott Ratliffe, giocatore della Premier Lacrosse League.

## Filmografia

### Cinema
- Brother's Keeper, regia di T.J. Amato e Josh Mills (2013)
- Into the Woods, regia di Rob Marshall (2014)
- Construction, regia di Malcolm Goodwin (2021)
- Sun Moon, regia di Sydney Tooley (2022)

### Televisione
- Sentieri (Guiding Light) – soap opera TV, 2 episodi (2000-2002)
- CSI: NY – serie TV, episodio 2x22 (2006)
- Beautiful (The Bold and the Beautiful) – soap opera, 224 episodi (2006-2008)
- Cold Case - Delitti irrisolti (Cold Case) – serie TV, episodio 5x03 (2007)
- Law & Order - I due volti della giustizia (Law & Order) – serie TV, episodio 19x13 (2009)
- Drop Dead Diva – serie TV, episodio 2x06 (2010)
- CSI - Scena del crimine – serie TV, episodio 10x21 (2010)
- The Stay-At-Home Dad – serie TV, 1 episodio (2010)
- Bones – serie TV, episodio 7x11 (2012)
- NCIS: Los Angeles – serie TV, episodio 3x15 (2012)
- Forever – serie TV, 10 episodi (2014-2015)
- The Sonnet Project – serie TV, 1 episodio (2015)
- Manson's Lost Girls, regia di Leslie Libman – film TV (2016)
- Girls' Night Out - Incubo dal passato (Girls' Night Out), regia di Phelippe Gagnon – film TV (2017)
- Gone – serie TV, 2 episodi (2017)
- The Good Fight – serie TV, 1 episodio (2019)
- NCIS: New Orleans – serie TV, 1 episodio (2020)

## Doppiatrici italiane
Nelle versioni in italiano dei suoi film e delle sue serie TV, MacKenzie Mauzy è stata doppiata da:
- Cinzia Villari[22] in Beautiful[23]
- Sara Ferranti[24] in Forever[25]
- Alessia Amendola[26] in Cold Case - Delitti irrisolti[27]
- Valentina Favazza in CSI - Scena del crimine
- Veronica Puccio[28] in Into the Woods[29]
- Joy Saltarelli in The Good Fight

## Riconoscimenti
- Detroit Film Critics Society Awards
  - 2014: Candidata come Miglior cast per il film Into the Woods
- Gold Derby Awards
  - 2015: Candidata come Miglior cast d'insieme per il film Into the Woods
- Phoenix Film Critics Society Awards
  - 2014: Candidata come Miglior recitazione d'insieme per il film Into the Woods
- Satellite Awards
  - 2015: Vincitrice come Miglior cast per il film Into the Woods
- Washington DC Area Film Critics Association Awards
  - 2014: Candidata come Miglior gruppo di attori per il film Into the Woods